# Dietmar Danner
Dietmar Danner (* 29. listopadu 1950, Mannheim) je bývalý německý fotbalista, záložník.

## Fotbalová kariéra
Hrál za VfR Mannheim, Borussii Mönchengladbach, FC Schalke 04, 1. FC Saarbrücken a LASK Linz. Třikrát vyhrál s Borussií Mönchengladbach bundesligu a v roce 1973 pohár. V letech 1975 a 1979 vyhrál s Borussií Mönchengladbach Pohár UEFA. Za západoněmeckou fotbalovou reprezentaci nastoupil v letech 1973–1976 v 6 utkáních, v roce 1976 byl členem stříbrného západoněmeckého týmu na mistrovství Evropy, nastoupil v utkání proti Jugoslávii. V Poháru mistrů evropských zemí nastoupil v 9 utkáních a dal 1 gól, v Poháru vítězů pohárů nastoupil v 7 utkáních a v Poháru UEFA nastoupil ve 27 utkáních a dal 5 gólů. V Interkontinentálním poháru nastoupil v 1 utkání.

## Ligová bilance
| Ročník                                | Zápasy | Góly | Klub                     |
| ------------------------------------- | ------ | ---- | ------------------------ |
| Německá fotbalová Bundesliga 1971/72  | 32     | 5    | Borussia Mönchengladbach |
| Německá fotbalová Bundesliga 1972/73  | 33     | 6    | Borussia Mönchengladbach |
| Německá fotbalová Bundesliga 1973/74  | 29     | 9    | Borussia Mönchengladbach |
| Německá fotbalová Bundesliga 1974/75  | 21     | 3    | Borussia Mönchengladbach |
| Německá fotbalová Bundesliga 1975/76  | 34     | 2    | Borussia Mönchengladbach |
| Německá fotbalová Bundesliga 1976/77  | 3      | 0    | Borussia Mönchengladbach |
| Německá fotbalová Bundesliga 1977/78  | 9      | 0    | Borussia Mönchengladbach |
| Německá fotbalová Bundesliga 1978/79  | 13     | 2    | Borussia Mönchengladbach |
| Německá fotbalová Bundesliga 1979/80  | 5      | 0    | Borussia Mönchengladbach |
| Německá fotbalová Bundesliga 1980/81  | 19     | 0    | FC Schalke 04            |
| Rakouská fotbalová Bundesliga 1982/83 | 16     | 1    | LASK Linz                |
| CELKEM německá bundesliga             | 198    | 27   |                          |